# كابولونا
كابولونا هي بلدة صغيرة في توسكانا ، وسط إيطاليا ، على الضفة اليمنى لنهر أرنو . وهي قريبة لأرازو ، عاصمة الأقليم الذي يحمل نفس الأسم .

## جغرافيا
يتراوح ارتفاع البلدية من 207 إلى 720 مترا (679 إلى 2362 قدما) فوق مستوى سطح البحر.

## الاقتصاد
يوجد في كابولونا 1892 موظفا، أو 39.40٪ من سكان المجتمع.
تشكل 185 شركة صناعية في كابولونا، والتي توظف 1093 شخصا، 57.77٪ من القوى العاملة هناك. القطاع الإداري، الذي يوظف 272 شخصا (14.38٪ من المجموع) في 16 مكتبا، هو ثاني أكبر قطاع. قطاع الخدمات هو ثالث أكبر صاحب عمل. 178 شخصا يعملون لدى104 شركات، أو 9.41٪ من القوى العاملة.

## التاريخ
كانت كابولونا تعرف في الأصل باسم الحرم الجامعي ليونيس أو كابوت ليونيس . في عام 943, ذكر مصدر موثوق أن الحرم الجامعي بيرنيس كان ملكًا لبرناردو ، أحد نبلاء اريزو . تم تحريف اسم الحرم الجامعي ليونيس لاحقاً إلى كابولونا.
كان دير سان جينارو في كامبو ليونيس بمثابة النقطة المحورية في كابولونا. أسس الماركيز أوغو دي توسكانا وزوجته جوديتا الدير في عام 972. وضعها الأباطرة أوتو الثالث وكارادو الثاني وأريغو الثالث تحت حمايتهم ومنحوها الدير السيطرة على عدد من القلاع والمحاكم فيأبرشية أريتسو.
هاجمت قوات أريتسو كابولونا عام 1241 ودمرتها في نهاية المطاف. كان لا بد من إعطاء جميع الأراضي والحصون الخاضعة لولاية الدير إلى أبوت. أصبحت البلدية تحت حوزتهم. بعد التنازل عن مناطق أريتسو إلى فلورنسا ودمجها في جمهورية فيورنتينو في عام 1384،تم نقلها بعد ذلك إلى مملكة تارلاتي دي بيترامالا.
دمر جيش كارلو دي بوربون، جنرال الإمبراطور كارلوس الخامس، كابولونا في عام 1527.
اجتمعت قرى لورينزانو وباشيانو، إلى جانب عدد من المواقع التي كانت سابقًا جزءًا من بلدية تالا، لتصبح بلدية كابولونا عام 1845.